# Éparcy
Éparcy är en kommun i departementet Aisne i regionen Hauts-de-France i norra Frankrike. Kommunen ligger  i kantonen Hirson som ligger i arrondissementet Vervins. År 2022 hade Éparcy 34 invånare.

## Befolkningsutveckling
Antalet invånare i kommunen Éparcy
Referens: INSEE